# Hōjō Moritoki

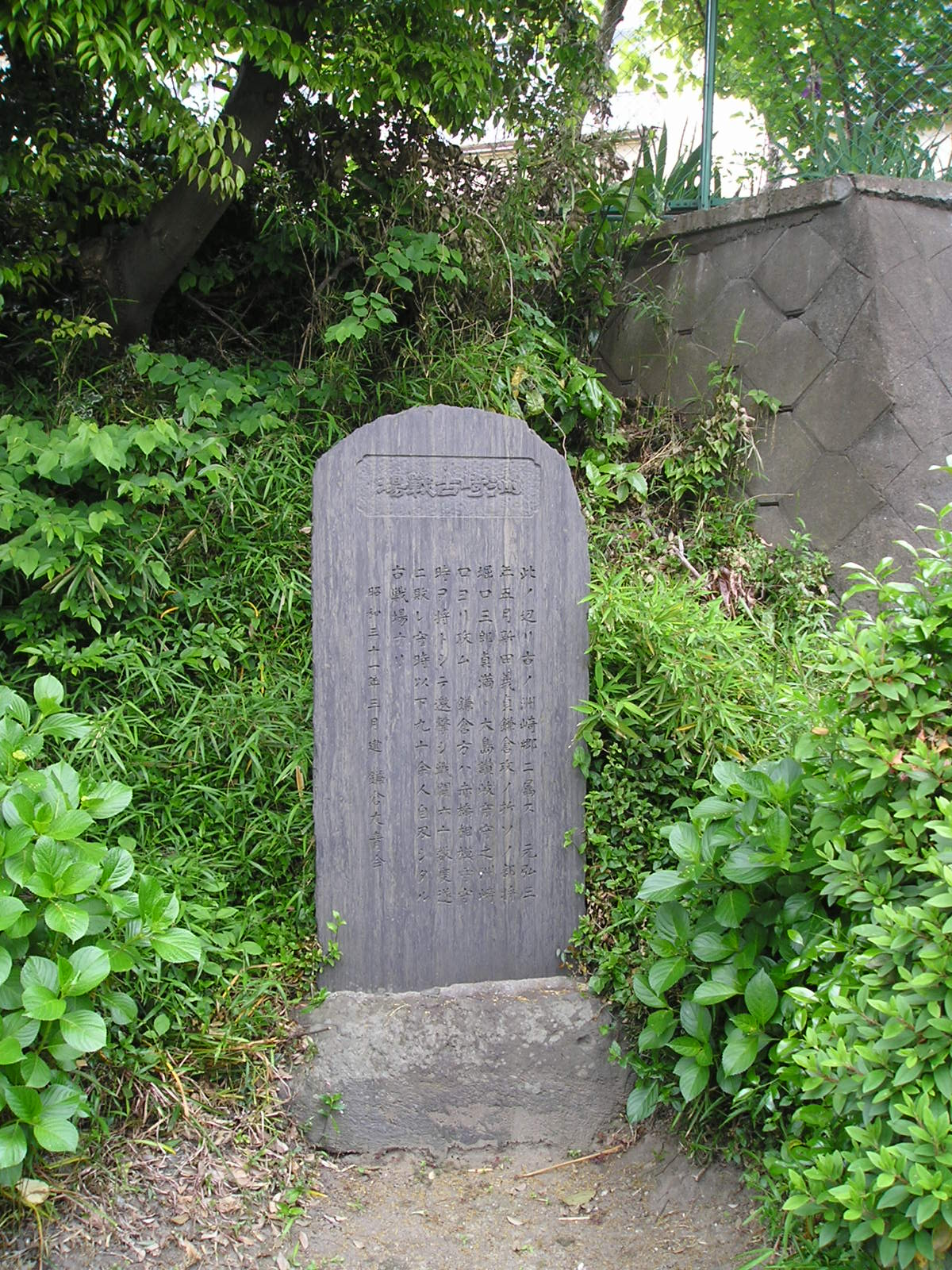
Lugar en el que Moritoki murió en batalla.

Hōjō Moritoki (北条守時?   1295-30 de junio de 1333) fue el decimosexto y último shikken o regente del clan Hōjō durante el shogunato Kamakura en la historia de Japón, desde que Hōjō Hirotoki murió en 1326, hasta su suicidio en 1333. También era llamado como Akahashi Moritoki (赤橋守時?).